# スヴィリデンコ内閣
スヴィリデンコ内閣（スヴィリデンコないかく、ウクライナ語: Уряд Юлії Свириденко）は、2025年7月17日に発足したウクライナの第22代内閣であり、ユリヤ・スヴィリデンコが率いている。

## 概要
2025年7月16日、デニス・シュミハリの首相からの辞任によりシュミハリ内閣は解散した。これに先立ち、ウォロディミル・ゼレンスキー大統領はシュミハリの後任の首相にユリヤ・スヴィリデンコを指名する意向を表明していた。
ゼレンスキーは内閣の目標として、半年で前線の兵器の5割をウクライナ製のものにする事を提示した。また、スヴィリデンコは内閣の最優先課題として、軍隊への高質な供給、国内兵器生産の増加、ウクライナ軍の技術の向上を挙げた。

### スヴィリデンコの首相任命
ユリヤ・スヴィリデンコの首相任命は2025年7月17日にウクライナ最高議会で承認された。スヴィリデンコはシュミハリ内閣においては2011年11月4日より第一副首相兼経済発展貿易相を務めていた。
| 任命投票 ユリヤ・スヴィリデンコ (無所属) |                                    |      |      |      |      |                |      |
| 政党                                     | 政党                               | 政党 | 賛成 | 反対 | 棄権 | 投票しなかった | 欠席 |
|                                          | 国民の僕                           | 231  | 201  | 0    | 1    | 9              | 20   |
|                                          | 欧州連帯                           | 27   | 0    | 21   | 0    | 1              | 5    |
|                                          | 全ウクライナ連合「祖国」           | 25   | 0    | 0    | 11   | 2              | 12   |
|                                          | 生命と平和のためのプラットフォーム | 21   | 15   | 0    | 0    | 0              | 6    |
|                                          | ホロス                             | 20   | 1    | 1    | 10   | 3              | 5    |
|                                          | 信頼                               | 19   | 15   | 0    | 0    | 1              | 3    |
|                                          | 未来のために                       | 17   | 12   | 0    | 1    | 1              | 3    |
|                                          | ウクライナの復興                   | 17   | 10   | 0    | 0    | 0              | 7    |
|                                          | 無所属                             | 21   | 8    | 0    | 3    | 5              | 5    |
| 合計                                     | 合計                               | 398  | 262  | 22   | 26   | 22             | 66   |

## 前内閣からの変更
スヴィリデンコ内閣では、国家団結省と社会政策省が統合され、社会政策・家族・統一省に改編された。また、経済貿易発展省、農業政策・食糧省、環境保護・天然資源省も統合され経済環境農業省に改編、戦略産業省も国防省と統合された。
スヴィリデンコ内閣では、前内閣からミハイロ・フェドロフ第一副首相兼デジタル変革大臣、オレクシー・クレーバ復興担当副首相兼地域開発大臣、アンドリー・シビハ外務大臣、セルヒー・マルチェンコ財務大臣、イゴール・クリメンコ内務大臣、オクセン・リソヴィ教育科学大臣、マトヴィ・ビドニー青年スポーツ大臣、ヴィクトル・リアシュコ保健大臣が留任した。また、前内閣でエネルギー大臣を務めたゲルマン・ガルシチェンコが法務大臣、前環境保護・天然資源大臣のスヴィトラナ・フリンチュクがエネルギー大臣、前首相のデニス・シュミハリが国防大臣にそれぞれ異動した。

## 閣僚
| 職名                             | 画像 | 名前                           | 在任期間        |
| -------------------------------- | ---- | ------------------------------ | --------------- |
| 首相                             |      | ユリヤ・スヴィリデンコ         | 2025年7月17日 - |
| 副首相                           |      |                                |                 |
| 第一副首相 (デジタル変革大臣)    |      | ミハイロ・フェドロフ           | 2025年7月17日 - |
| 欧州・大西洋統合担当副首相       |      | タラス・カチカ                 | 2025年7月17日 - |
| 復興担当副首相 (地域開発大臣)    |      | オレクシー・クレーバ           | 2025年7月17日 - |
| 閣僚                             |      |                                |                 |
| 内務大臣                         |      | イゴール・クリメンコ           | 2025年7月17日 - |
| 経済・環境・農業大臣             |      | オレクシー・ソボレフ           | 2025年7月17日 - |
| エネルギー大臣                   |      | スヴィトラナ・フリンチュク     | 2025年7月17日 - |
| 外務大臣                         |      | アンドリー・シビハ             | 2025年7月17日 - |
| 文化・戦略コミュニケーション大臣 |      | ハリーナ・グリホレンコ（代行） | 2025年7月17日 - |
| 青少年・スポーツ大臣             |      | マトヴィ・ビドニー             | 2025年7月17日 - |
| 国防大臣                         |      | デニス・シュミハリ             | 2025年7月17日 - |
| 教育科学大臣                     |      | オクセン・リソヴィ             | 2025年7月17日 - |
| 保健大臣                         |      | ヴィクトル・リアシュコ         | 2025年7月17日 - |
| 地域開発大臣 （復興担当副首相）  |      | オレクシー・クレーバ           | 2025年7月17日 - |
| 社会政策・家族・統一大臣         |      | デニス・ウリューチン           | 2025年7月17日 - |
| 退役軍人大臣                     |      | ナタリア・カルムィコワ         | 2025年7月17日 - |
| 財務大臣                         |      | セルヒー・マルチェンコ         | 2025年7月17日 - |
| デジタル変革大臣 (第一副首相)    |      | ミハイロ・フェドロフ           | 2025年7月17日 - |
| 司法大臣                         |      | ゲルマン・ガルシチェンコ       | 2025年7月17日 - |